# 40023 ANPCEN
40023 ANPCEN este o planetă minoră (asteroid), cu un diametru de 2,961 km, din centura de asteroizi. A fost descoperită pe 25 aprilie 1998 la Observatorul La Silla de Eric Walter Elst și a fost numită după Association nationale pour la protection du ciel et de l'environnement nocturnes⁠(d). 
Obiectul prezintă o orbită caracterizată de o semiaxă mare de 2,5525689 UAi, o excentricitate de 0,26, o înclinație de 3,07064 ° în raport cu ecliptica.